# NGC 6095
NGC 6095 (również PGC 57411 lub UGC 10265) – galaktyka eliptyczna (E-S0), znajdująca się w gwiazdozbiorze Smoka. Odkrył ją Lewis A. Swift 27 maja 1886 roku.
W galaktyce tej zaobserwowano supernową SN 2003au.